# Nikša Dobud
Nikša Dobud (Dubrovnik, 1985. augusztus 5. –) olimpiai bajnok (2012), háromszoros világbajnoki bronzérmes (2009, 2011, 2013) és Európa-bajnok (2010) horvát vízilabdázó, center. 2015-ben doppingvétség miatt eltiltották a sportolástól.